# Phycus appendiculatus
Phycus appendiculatus är en tvåvingeart som först beskrevs av Roder 1894.  Phycus appendiculatus ingår i släktet Phycus och familjen stilettflugor.
Artens utbredningsområde är Libanon. Inga underarter finns listade i Catalogue of Life.